# Маркин, Александр Викторович (волейболист)
Александр Викторович Маркин (род. 28 июля 1990 года, Москва) — российский волейболист, доигровщик «Кузбасса», мастер спорта международного класса (2013).

## Карьера
Александр Маркин является воспитанником московской СДЮСШОР № 65 «Ника» и тренера Андрея Вячеславовича Лукашкина. Спортивную карьеру начинал в 2006 году в «Динамо-Олимпе» — третьей команде клубной системы столичного «Динамо», выступавшей в первой лиге чемпионата России. Играл за молодёжную сборную, в составе которой под руководством Владимира Кондры в сентябре 2008 года завоевал бронзовую медаль на чемпионате Европы в Брно, а в августе 2009-го был участником чемпионата мира в Пуне.
В том же 2009 году Александр Маркин пополнил ряды основной команды «Динамо». Важным в карьере волейболиста стал сезон-2012/13, в котором он, регулярно выходя на площадку в стартовом составе вместо травмированных легионеров Бартоша Курека и Петера Вереша, сумел справиться с ролью одного из лидеров команды. По окончании сезона Александр получил вызов в студенческую сборную России, в июле в её составе стал чемпионом Универсиады в Казани.
28 мая 2015 года Александр Маркин дебютировал в национальной сборной в матче Мировой лиги Польша — Россия. В продолжение сезона Александр Маркин со второй сборной России выиграл бронзу на Европейских играх в Баку.
3 июля 2015 года Александр Маркин был знаменосцем сборной России на торжественной церемонии открытия XXVIII Всемирной летней Универсиады в южнокорейском Кванджу. В составе российской студенческой команды Александр вновь стал чемпионом Универсиады. В январе 2016 года выступал за национальную сборную на победной для неё олимпийской квалификации в Берлине. Финальный матч этого турнира, в котором Маркин, войдя в игру с замены, набрал 17 очков и помог команде одержать волевую победу над французами, стал одним из лучших в его карьере.
Допинг-проба, взятая у Александра Маркина во время турнира в Берлине, показала наличие следов запрещённого с 1 января 2016 года мельдония. С 10 февраля волейболист был временно отстранён от соревнований. 8 марта сообщения о положительной допинг-пробе А появились в прессе, от вскрытия пробы Б Маркин отказался. Он сообщил, что препарат принимался игроками «Динамо» в декабре в течение десяти дней. 13 апреля WADA заявило, что концентрация мельдония менее 1 мкг/мл в допинг-пробе, сданной до 1 марта 2016 года, является допустимой. У Маркина концентрация составила 300 нг/мл, что дало ему право на амнистию. 28 апреля Международная федерация волейбола (FIVB) сняла с Александра временное отстранение, и он был включён в расширенный список сборной России для подготовки к олимпийскому сезону. В заявку на Олимпийские игры в Рио-де-Жанейро Маркин не попал, при этом Всероссийская федерация волейбола заявила, что FIVB не принимала решение о недопуске спортсмена на Олимпиаду.
В сезоне-2017/18 был капитаном московского «Динамо». В мае — июне 2018 года вновь выступал за национальную сборную в матчах предварительного этапа Лиги наций.
Сезон-2019/20 Александр Маркин провёл в составе дебютанта Суперлиги — команды АСК (Нижний Новгород), по итогам чемпионата России вошёл в десятку самых результативных игроков. В апреле 2020 года перешёл в кемеровский «Кузбасс».

## Достижения
- Серебряный (2010/11, 2011/12, 2016/17) и бронзовый (2009/10, 2014/15, 2017/18) призёр чемпионата России.
- Серебряный (2010, 2013) и бронзовый (2012, 2015) призёр Кубка России.
- Бронзовый призёр и MVP Кубка Победы (2015).
- Обладатель Кубка Европейской конфедерации волейбола (2011/12, 2014/15).
- Серебряный (2009/10) и бронзовый (2010/11) призёр Лиги чемпионов.

## Награды
- Почётная грамота Президента Российской Федерации (19 июля 2013 года) — за высокие спортивные достижения на XXVII Всемирной летней универсиаде 2013 года в городе Казани[12].

## Личная жизнь
Окончил Московский спортивно-педагогический колледж.
Женат, имеет сына.